# Frank Piasecki
Pour les articles homonymes, voir Piasecki.
Frank Piasecki, né le 24 octobre 1919 à Philadelphie et mort le 11 février 2008 à Haverford, Pennsylvanie, est un constructeur d'hélicoptères américain.

## Biographie
Fils d'un tailleur immigrant polonais, il fait d'abord des études de conception mécanique à l'université de Pennsylvanie avant de sortir diplômé de l'université de New York (NYU). En 1940, à 21 ans, il est engagé par le constructeur Platt-LePage Aircraft comme ingénieur et fonde parallèlement un petit bureau d'études, le PV Engineering Forum, avec un ancien camarade d'étude, Harold Venzie.
Ensemble, ils dessinent un premier projet, le PV-1, utilisant l'éjection d'air comme système anticouple. Cet concept semble, en l'état de la technologie de l'époque, peu réalisable et ils se tournent vers un système de rotor anticouple similaire à celui qui vient d'être utilisé par Sikorsky. Piasecki quitte Platt-LePage pour se concentrer sur leur nouveau projet, le Piasecki-Venzie PV-2. Cette machine, un hélicoptère monoplace équipé d'un moteur de 90 ch, fait son premier vol le 11 avril 1943, c'est alors le deuxième hélicoptère à réellement voler aux États-Unis.
En mars 1945, il fait voler le prototype de l'hélicoptère de transport à rotors en tandem qui sera un de ses grands succès, le CH-21, surnommé plus tard la « banane volante ».
En 1946 PV Engineering Forum devient la Piasecki Helicopter Corporation, vendue ensuite à Boeing pour devenir Vertol Division, qu'il quitte à la fin des années 1950 pour fonder la Piasecki Aircraft Corporation (PiAC).
Il recevra des contrats de développement de l'US Air Force pour plusieurs appareils de ce type (rotors en tandem) livrés à partir de 1950. Sa société conduira continuellement des recherches sur les aéronefs ADAV et ADAC et réalisera d'innombrables prototypes aussi bien pour des appareils pilotés que pour des drones.
En 1986, le président Ronald Reagan lui remet la plus haute distinction technique nationale, la « National Medal of Technology ».

## Galerie

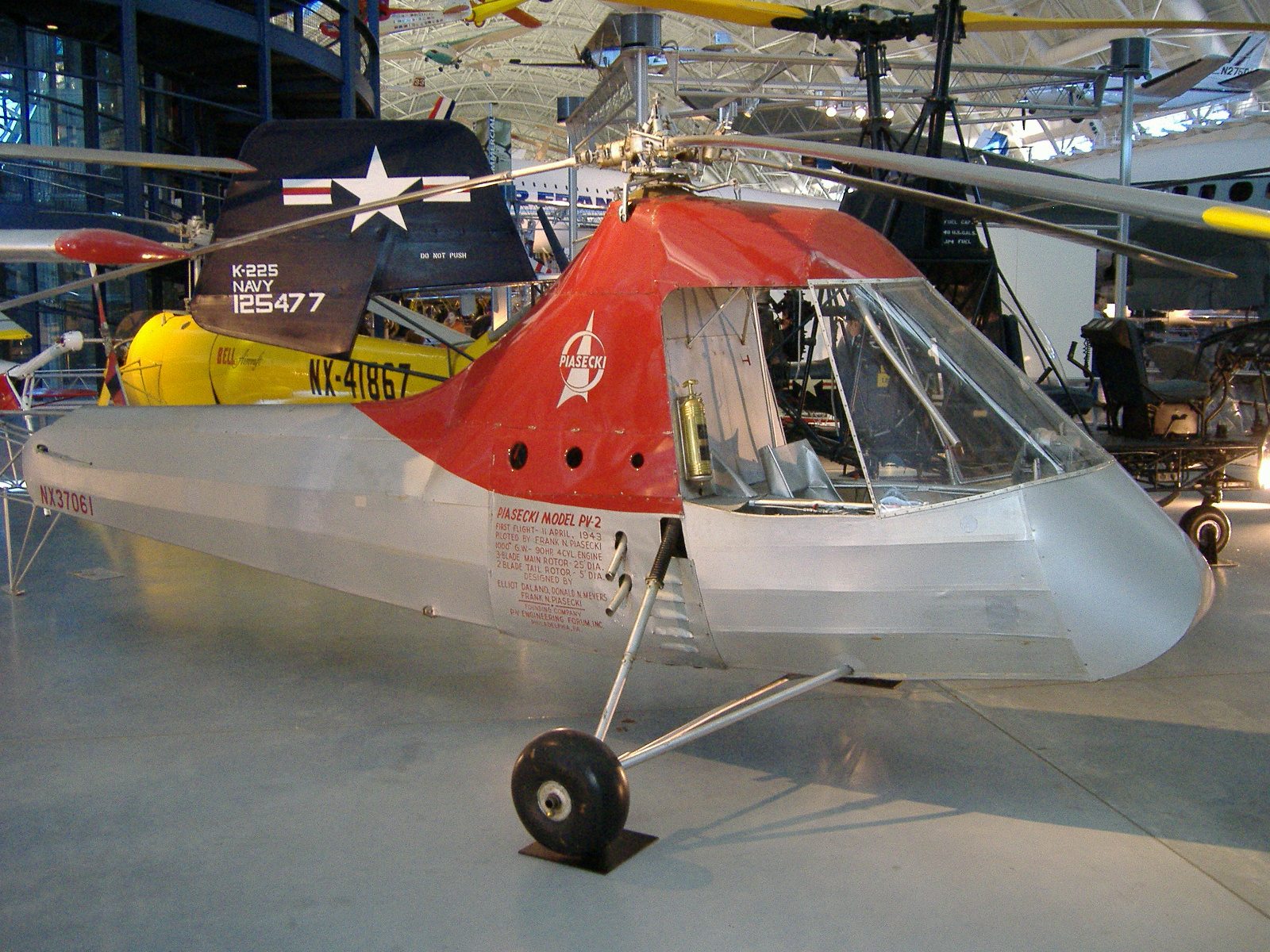
Son premier appareil, le PV-2.
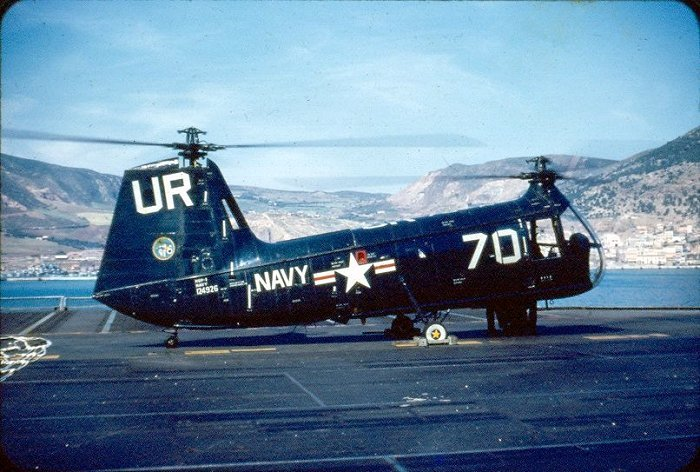
Un HUP-1 de l'US Navy
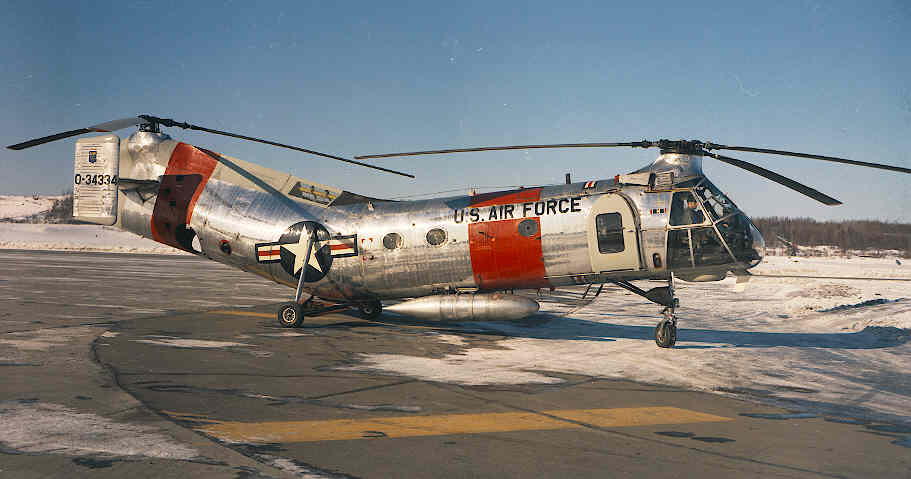
Le Vertol H-21
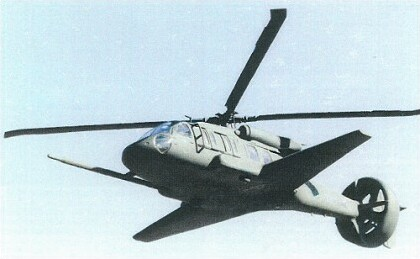
L'hélicoptère expérimental Piasecki X-49